# پریان (ملایر)
پریان (ملایر)، روستایی از توابع بخش زند شهرستان ملایر در استان همدان ایران است.

## مردم
مردم این روستا لرتبار می باشند و به زبان لری سخن می گویند

## جمعیت
این روستا در دهستان کمازان وسطی قرار دارد و براساس سرشماری مرکز آمار ایران در سال ۱۳۹۵، جمعیت آن ۸۳ نفر (۳۱خانوار) بوده‌است.